# Andre Owens
Andre Owens (Indianapolis, Indiana, 31. listopada 1980.) je američki profesionalni košarkaš. Igra na poziciji bek šutera, a trenutačno je član turskog prvoligaša Türk Telekoma.
Na početku karijere nastupao je za srednjškolsku momčad Perry Meridian. Odlazi na sveučilište Indiana, ali se ubrzo premješta na sveučilište Houston. Nakon završetka sveučilišta kao nedraftiran slobodan igrač potpisuje za momčad Utah Jazza. 12. srpnja 2006. sudjeluje u zamjeni igrača između Golden State Warriorsa i Utaha. U Utah odlazi Derek Fisher, a u Warriorse odlazi Owens, Devin Brown i Keith McLeod. U listopadu 2006. otpušten je od strane kluba bez da je odigrao jednu utakmicu u dresu Warriorsa. 
Dana 4. srpnja 2007. Owens popisuje jednogodišnji ugovor s momčadi Indiana Pacersa. Nakon isteka ugovora s Pacersima odlazi u Europu i potpisuje jednogodišnji ugovor sa srpskom Crvenom zvezdom. U Zvezdi je postizao nešto više od 11 poena po susretu, te je bio jedan od najvažnijih igrača beogradskog kluba. Na kraju sezone nije produžio ugovor i potpisao za turskog prvoligaša Türk Telekom.

## Vanjske poveznice
- Profil na NBA.com
- Profil na NLB.com
- Profil na ACB.com